# Bolesław Chamielec
Bolesław Józef Chamielec (ur. 8 maja 1924 w Witosówce pow. Trembowla, woj. Tarnopol, zm. 5 marca 2024 w Stargardzie) – oficer Wojska Polskiego. Kawaler Orderu Virtuti Militari.
Syn Alojzego i Bronisławy z d. Caputa.

## Okres wojny
Do 1939 roku uczęszczał do szkoły podstawowej w Trembowli. W 1940 roku został aresztowany przez NKWD i deportowany do Związku Radzieckiego w rejon priłużski Komi ASRR, osiedle specjalne Łopja. Od lutego 1940 roku do maja 1943 roku pracował przy wyrębie lasu. W maju 1943 roku dowiedział się o formowaniu 1 Dywizji Piechoty im. Tadeusza Kościuszki i zgłosił się na ochotnika do wojenkomatu w m. Objaczewo. 17 maja 1943 roku został wcielony do 1 pułku artylerii lekkiej jako zwiadowca. Brał udział we wszystkich operacjach 1 Dywizji Piechoty od Lenino aż do Łaby. W czasie walk awansował na dowódcę plutonu zwiadu. W czasie działań wojennych był dwukrotnie ranny i kontuzjowany.

## Okres powojenny
Od listopada 1945 roku pełnił służbę w Wojsku Polskim jako żołnierz zawodowy. Od czerwca 1945 do 1947 roku walczył z Ukraińską Powstańczą Armią. W 1952 po ukończeniu kursu w Oficerskiej Szkole Artylerii został wykładowcą taktyki w Toruniu. Ze względu na stan zdrowia pełnił służbę w administracji wojskowej. W 1960 ukończył Kurs Kwatermistrzów Oddziałów Gospodarczych w Poznaniu. 31 lipca 1975 roku po 33 latach służby będąc na stanowisku kwatermistrza w 1 pułku łączności w Wałczu został w stopniu pułkownika zwolniony do rezerwy ze względu na zły stan zdrowia. Po przejściu do rezerwy podjął pracę na stanowisku inspektora do spraw obronności i obrony cywilnej w Urzędzie Miasta i Gminy Maszewo oraz w Urzędzie Gminy Marianowo. Był od 1993 członkiem Związku Inwalidów Wojennych RP i BWP, Związku Sybiraków. Z żoną Zofią wychowali syna i córkę, doczekali się wnucząt i prawnucząt

## Awanse
- podporucznik – 1946[5]

(...)
- pułkownik – 1972[4]

## Ordery i odznaczenia
Pierwotny wykaz orderów i odznaczeń:
wojenne:
- Srebrny Krzyż Virtuti Militari
- Krzyż Bitwy pod Lenino
- Krzyż Walecznych
- Medal „Zasłużonym na Polu Chwały” (złoty, srebrny i brązowy)
- Medal za Warszawę 1939–1945
- Medal za Odrę, Nysę, Bałtyk
- Medal „Za udział w walkach o Berlin”
- Medal Zwycięstwa i Wolności 1945

radzieckie:
- Medal „Za Odwagę” (ZSRR)
- Medal „Za zwycięstwo nad Niemcami w Wielkiej Wojnie Ojczyźnianej 1941–1945”

pokojowe:
- Krzyż Kawalerski Orderu Odrodzenia Polski
- Krzyż Zasługi (złoty, srebrny i brązowy)
- Medal „Siły Zbrojne w Służbie Ojczyzny”(złoty, srebrny i brązowy)
- Medal za Zasługi dla Obronności Kraju (złoty, srebrny i brązowy)
- Medal 10-lecia Polski Ludowej
- Medal 30-lecia Polski Ludowej
- Medal 40-lecia Polski Ludowej